# Jacob Andersen
Pour les articles homonymes, voir Andersen.
Jacob Andersen, né le 26 janvier 2004 à Galten (en) au Danemark, est un footballeur danois qui évolue au poste d'arrière droit à l'AGF Aarhus.

## Biographie

### En club
Né à Galten (en) au Danemark, Jacob Andersen commence le football avec le club local du Galten FS avant d'être repéré par l'AGF Aarhus, qu'il rejoint en 2013.
C'est avec ce club qu'il fait ses débuts en professionnel, jouant son premier match le 24 mai 2021, lors d'une rencontre de Superliga, la première division danoise, face au FC Midtjylland. Il entre en jeu à la place de Daniel Arzani et son équipe est battue par quatre buts à zéro.
Le 21 février 2023, Andersen signe son premier contrat professionnel avec l'AGF, il lui est alors promis qu'il rejoindra définitivement l'équipe première à partir de l'été 2023.
Andersen fait ainsi son retour en équipe première durant la saison 2023-2024, apparaissant pour la deuxième fois de sa carrière le 24 septembre 2023, en entrant en jeu face au Randers FC, en championnat (1-1 score final). Sa prestation ce jour-là est par ailleurs saluée par son capitaine, Patrick Mortensen après le match.

### En sélection
Jacob Andersen représente l'équipe du Danemark des moins de 18 ans. Il joue au total deux matchs avec cette sélection en 2021.
En août 2024, Jacob Andersen est convoqué pour la première fois avec l'équipe du Danemark espoirs pour le rassemblement de septembre,. Il y joue son premier match avec les espoirs, le 10 septembre 2024, face à la Tchéquie. Il entre en jeu à la place d'Elias Jelert et les jeunes danois s'imposent sur le score de cinq buts à zéro ce jour-là.